# Програми багатоканального зведення
Програ́ми багатокана́льного зве́дення (англ. Multitrack recording software, рос. программы многоканального сведения) — програмне забезпечення, що дозволяє записувати та редагувати звук на кількох незалежних одна від одної звукових доріжках, а також зводити їх в одне звукове ціле. Цей клас програм іноді називають також «цифровою робочою станцією» (англ. digital audio workastation, DAW), проте останній термін має ширше значення — цифрові робочі станції можуть бути реалізовані як програмно, так і апаратно, причому історично апаратні DAW з'явилися раніше ніж програмні.
Інтерфейс цих програм як правило нагадує панелі керування багатоканальним магнітофоном, зокрема це транспортна панель (з кнопками відтворення, запису та перемотування), мікшерний пульт  та контролери для кожної доріжки. Записані звукові доріжки відображають форму звукового сигналу. Звук може записуватися з мікрофона (якщо дозволяє звукова карта комп'ютеру, то з декількох мікрофонів одночасно), існує можливість імпорту раніше записаного звуку з аудіофайлу. До кожної із звукових доріжок можна підключати звукові ефекти.
Більшість програм багатоканального зведення підтримують також MIDI-інформацію. Як і звук, MIDI може бути записуватися з MIDI-пристрою або бути імпортованим із створеного раніше MIDI-файлу, редагування MIDI-інформації здійснюється у вбудованому в програму секвенсері. Для озвучення MIDI у програмах передбачається можливість підключення синтезаторів, наприклад, реалізованих як VST або за допомогою протоколу Rewire.

## Формати файлів
Нижче наведено таблицю операційних систем та типів плаґінів, що підтримуються різними програмами багатоканального зведення
|                       | Microsoft Windows | Mac OS X | Linux            | Rewire                  | JACK | VST                      | LADSPA | LV2            | DSSI | RTAS                                     | AU  | DXi               | MAS |
| --------------------- | ----------------- | -------- | ---------------- | ----------------------- | ---- | ------------------------ | ------ | -------------- | ---- | ---------------------------------------- | --- | ----------------- | --- |
| SADiE                 | Так               | Ні       | Ні               | Ні                      | Ні   | Так                      | Ні     | Ні             | Ні   | Ні                                       | Ні  | Так               | Ні  |
| Live                  | Так               | Так      | Ні               | Так                     | Ні   | Так                      | Ні     | Ні             | Ні   | Ні                                       | Так | Ні                | Ні  |
| Pro Tools             | Так               | Так      | Ні               | Так                     | Ні   | Частково (via Wrapper)   | Ні     | Ні             | Ні   | Так                                      | Ні  | Ні                | Ні  |
| Tracktion             | Так               | Так      | Ні               | Так                     | Ні   | Так                      | Ні     | Ні             | Ні   | Ні                                       | Ні  | Ні                | Ні  |
| GarageBand            | Ні                | Так      | Ні               | Так                     | Ні   | Частково (via converter) | Ні     | Ні             | Ні   | Ні                                       | Так | Ні                | Ні  |
| Logic Express/Studio  | Ні                | Так      | Ні               | Так                     | Ні   | Частково (via converter) | Ні     | Ні             | Ні   | Ні                                       | Так | Ні                | Ні  |
| FL Studio             | Так               | Ні       | Ні               | Так                     | Ні   | Так                      | Ні     | Ні             | Ні   | Ні                                       | Ні  | Так               | Ні  |
| Audition              | Так               | Ні       |                  | Так                     |      | Так                      |        |                |      |                                          |     | Так               |     |
| n-Track               | Так               | Ні       | Ні               | Так                     | Ні   | Так                      | Ні     | Ні             | Ні   | Ні                                       | Ні  | Так               | Ні  |
| Cubase                | Так               | Так      | Ні               | Так                     | Ні   | Так                      | Ні     | Ні             | Ні   | Ні                                       | Ні  | Припинено (SX3.1) | Ні  |
| Ardour                | Ні                | Так      | Так              | Ні                      | Так  | Так                      | Так    |                | Ні   | Ні                                       | Так | Ні                | Ні  |
| Audacity              | Так               | Так      | Так              | Ні                      | Так  | Так                      | Так    |                | Ні   | Ні                                       | Ні  | Ні                | Ні  |
| [MP3 Recorder Studio] | Так               | Ні       | Ні               | Ні                      | Ні   | Ні                       | Ні     |                | Ні   | Ні                                       | Ні  | Ні                | Ні  |
| Jokosher              | Ні                | Ні       | Так              | Ні                      | Ні   | Ні                       | Так    |                | Ні   | Ні                                       | Ні  | Ні                | Ні  |
| Traverso              | Так               | Так      | Так              | Ні                      | Так  |                          |        | Так            | Ні   | Ні                                       | Ні  | Ні                | Ні  |
| Rosegarden            | Ні                | Ні       | Так              | Ні                      | Так  | Так                      | Так    | [[{{{1}}}\|?]] | Так  | Ні                                       | Ні  | Ні                | Ні  |
| Qtractor              | Ні                | Ні       | Так              | Ні                      | Так  | Так                      | Так    | Ні             | Так  | Ні                                       | Так | Ні                | Ні  |
| Mixcraft              | Так               | Ні       | Ні               | Ні                      | Ні   | Так                      | Ні     | Ні             | Ні   | Ні                                       | Ні  | Так               | Ні  |
| Sonar                 | Так               | Ні       | Ні               | Так                     | Ні   | Так                      | Ні     | Ні             | Ні   | Ні                                       | Ні  | Так               | Ні  |
| ACID Pro              | Так               | Ні       | Ні               | Так                     | Ні   | Так                      | Ні     | Ні             | Ні   | Ні                                       | Ні  | Так               | Ні  |
| REAPER                | Так               | Бета     | Так (через WINE) | Так                     | Ні   | Так                      | Ні     | Ні             | Ні   | Ні                                       | Так | Так               | Ні  |
| RiffWorks             | Так               | Так      | Ні               | Так                     | Ні   | Так                      | Ні     | Ні             | Ні   | Ні                                       | Ні  | Ні                | -   |
| AudioDesk             | Ні                | Так      | Ні               | Частково (returns only) | Ні   | Частково (via converter) | Ні     | Ні             | Ні   | Ні                                       | Так | Ні                | Так |
| Digital Performer     | Ні                | Так      | Ні               | Так                     | Ні   | Частково (via converter) | Ні     | Ні             | Ні   | Так (з Digi TDM або HD hardware via DAE) | Так | Ні                | Так |
| Pyramix               | Так               | Ні       | Ні               | Ні                      | Ні   | Так                      | Ні     | Ні             | Ні   | Ні                                       | Ні  | Ні                | Ні  |

## Типи файлів
Нижче наведено таблицю типів файлів, що підтримуються різними програмами багатоканального зведення
|                       | OMF      | AAF | MIDI | WAV | MP3               | AAC | Ogg | REX2      | Others                                                                      |
| --------------------- | -------- | --- | ---- | --- | ----------------- | --- | --- | --------- | --------------------------------------------------------------------------- |
| SADiE                 | Так      | Так | Так  | Так | Так               | Ні  | Ні  | Ні        | AIFF, AIFC, IDS, BWF, Lightworks, cartchunk, SD2, WAV64, BWF-WAV64          |
| Pro Tools             | Так      | Так | Так  | Так | Так (з ліцензією) |     |     | Так (7.4) | AIFF, SDII (Mac OSX Only)                                                   |
| Tracktion             | Ні       | Ні  | Так  | Так | Так               | Так | Так | Так       |                                                                             |
| GarageBand            | Ні       | Ні  | Так  |     | Так               | Так |     |           |                                                                             |
| Logic Express/Studio  | Частково | Так | Так  | Так | Так               | Так |     |           |                                                                             |
| FL Studio             | Ні       | Ні  | Так  | Так | Так               | Так | Так | Так       | XI                                                                          |
| Audition              |          |     |      | Так | Так               |     | Так |           |                                                                             |
| N-Track               | Ні       | Ні  | Так  | Так | Так               | Ні  | Так | Ні        | AIFF, FLAC, WMA, EDL, WAV64                                                 |
| Cubase                | Так      | Ні  | Так  | Так | Так               |     |     | Так       |                                                                             |
| Ardour                | Ні       | Ні  |      | Так |                   |     | Так |           | FLAC, W64                                                                   |
| Audacity              | Ні       | Ні  | Ні   | Так | Так               | Так | Так | Ні        | AIFF, AMR, FLAC, WMA                                                        |
| [MP3 Recorder Studio] | Ні       | Ні  | Ні   | Так | Так               | Ні  | Ні  | Ні        |                                                                             |
| Jokosher              | Ні       | Ні  |      |     |                   |     |     |           |                                                                             |
| Traverso              | Ні       | Ні  |      | Так | Так               |     | Так |           | FLAC, WavPack                                                               |
| Rosegarden            | Ні       | Ні  |      |     |                   |     |     |           |                                                                             |
| Qtractor              | Ні       | Ні  | Так  | Так | Так               | Ні  | Так | Ні        | AIFF, CAF, HTK, IFF/8SVX, MAT4/5, PAF, PVF, RAW, SD2, SDS, SF, VOC, W64, XI |
| Mixcraft              | Ні       | Ні  | Так  | Так | Так               | Ні  | Так | Ні        | AIFF (import only)                                                          |
| Sonar                 | Так      | Так | Так  | Так | Так               |     |     |           | W64, CAF, SD2, FLAC, AU                                                     |
| REAPER                | Ні       | Ні  | Так  | Так | Так               | Ні  | Так | Так       | FLAC, WavPack, Monkey's Audio                                               |
| RiffWorks             | Ні       | Ні  | Ні   | Так | Ні                | Ні  | Так | Так       |                                                                             |
| AudioDesk             | Так      | Так | Так  | Так | Так               | Ні  | Ні  | Так       | AIFF (import/export), SD2 (native)                                          |
| Digital Performer     | Так      | Так | Так  | Так | Так               | Ні  | Ні  | Так       | AIFF (import/export), SD2 (native)                                          |
| Nuendo                | Так      | Так | Так  | Так | Так               | Так | Так | Так       | AIFF                                                                        |
| Pyramix               | Так      | Так | Ні   | Так | Так               | Ні  | Ні  | Ні        | AIFF, SD2, RIFF64, PMF, BWF, DSD, DXD, MXF, DSDIFF, XML, AES31, OpenTL, EDL |